# Aeroporto di Long Island-MacArthur
L'Aeroporto di Long Island-MacArthur (IATA: ISP, ICAO: KISP), conosciuto anche con il nome di "Aeroporto di Islip", è un aeroporto di che serve Long Island e l'area metropolitana di New York, Stati Uniti. È situato a 11 kilometri a nordest dalla città di Islip ed ha una superficie totale di 1 311 ettari.
È dotato di 4 piste per aeronavi commerciali e 2 piste d'atterraggio per elicotteri.
Si tratta di un aeroporto pubblico, di proprietà del comune di Islip, che si occupa della gestione dell'infrastruttura, con un volume superiore ai 2,5 milioni di passeggeri all'anno.